# Jean Dauvister
Jean Joseph Dauvister, né le 24 octobre 1858 à Dison et y mort le 23 mai 1937 est un homme politique belgique socialiste.
Dauvister est tisserand; fondateur de plusieurs coopératives et militant syndical; membre protecteur de la Ligue wallonne de Verviers, délégué de Verviers à l’Assemblée wallonne (1914), membre du Comité d’Action wallonne de Verviers.
Il est conseiller communal (1896) puis échevin socialiste de Dison (1908-1912); député de l'arrondissement de Verviers (1894-1898, 1909-1919).
Il est inhumé au cimetière de Dison.